# S’Agaró

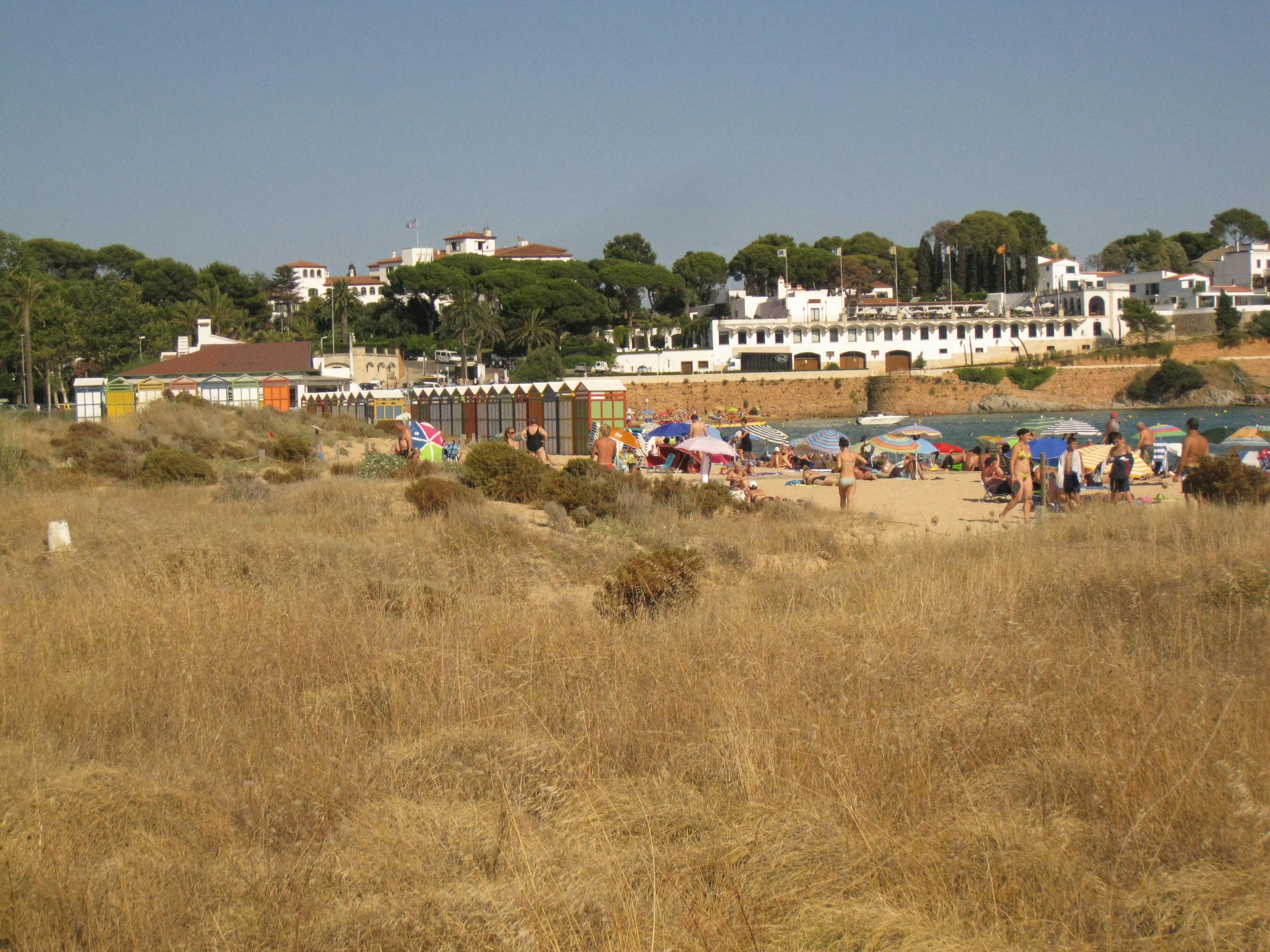
Dünen und Strand von Sant Pol am Fuße von s’Agaró

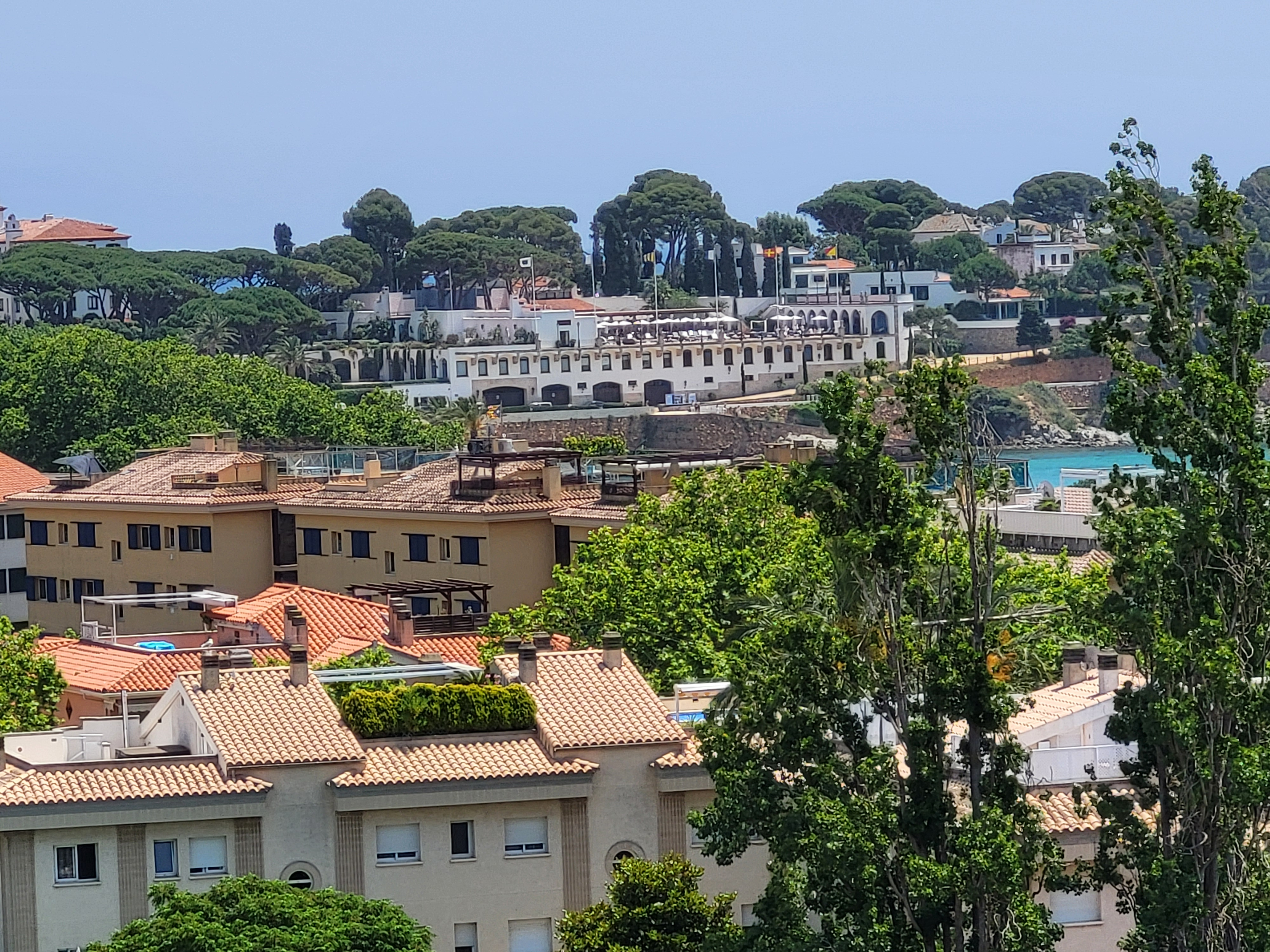
Das noucentistische s'Agaró (im Hintergrund) und neuere Bebauungen (im Vordergrund)

s’Agaró (in Falschschreibungen oft „S’Agaró“, „Sagaró“ und „Segueró“, deutsch: „ausgetrockneter Wildbach“, letzteres eine unechte Etymologie zu „s’Agaró“) ist ein Ortsteil der Gemeinde Castell d’Aro, Platja d’Aro i s’Agaró (auch Vall d'Aro genannt). Er liegt an der Costa Brava zwischen den beiden Städten Platja d’Aro im Norden und Sant Feliu de Guíxols im Süden. Die Siedlungseinheit („Urbanisation“ in Anlehnung an katalanisch „urbanització“, deutsch: „städtebauliche Erschließung“) entstand zu Beginn des 20. Jahrhunderts, als dort durch den Architekten Rafael Masó eine Ansiedlung im Stil des Noucentisme entworfen und errichtet wurde. Spätere Bauten hielten zunächst an der noucentistischen Ästhetik fest. Bedingt durch den aufkommenden Tourismus entstanden rund um die ursprüngliche noucentistische Wohnanlage neue moderne Wohnanlagen und Villen. S’Agaró gilt als eine der ersten Ferien- und Urlaubsresidenzen an der Costa Brava. Der noucentistische Baukern des Ortes wurde 1995 durch die Generalitat de Catalunya zum „kulturellen Erbe von nationalem Interesse“ erklärt.

## Zum Namen s’Agaró
Der Name s’Agaró wurde mit Bezug auf einen kleinen, heute verschwundenen Bach am westlichen Ende der ursprünglichen Ansiedlung namens „Segueró“ gewählt. Dieser Bach diente ursprünglich als Verwaltungsgrenze zwischen den Orten Platja d’Aro und Sant Feliu de Guíxols. Der Name s’Agaró wurde von den Initiatoren des noucentistischen Bauprojektes gewählt wie Josep Ensesa i Gubert, einer der Initiatoren des Bauprojektes, in der Revista de s’Agaró 1954 erklärte:
„Damals hatte s’Agaró noch keinen Namen. Niemand wusste von unseren etwas illusorischen Aktivitäten und wir sahen auch keine Notwendigkeit, sie offenzulegen. Für uns war „dies“ das Land am Strand von Sant Pol, aber ein glücklicher Zufall zwang uns, ihm einen Namen zu geben. Als unser Gärtner in Barcelona eine Lieferung von Pflanzen und Blumen an den Strand von Sant Pol bestellte, schickte man sie natürlich nach Sant Pol de Mar [Anmerkung: An der Costa del Maresme]. Es galt, eine Wiederholung dieser Verwechslung zu vermeiden. Der Name kam spontan: s’Agaró! Dies war, wie bereits erwähnt, der Name des kleinen, fast immer trockenen Baches, der den Strand auf der Ostseite begrenzte. […] Soll der Ort Sagaró oder s’Agaró heißen? Wir entschieden uns schließlich für s’Agaró, weil wir davon ausgingen, dass dies die dialektale Art war, wie die Menschen an unserer Küste El Agaró aussprachen, so wie sie früher „Es Noi“ statt „El Noi“ [Anmerkung: deutsch: „der Junge“] sagten. Jahre später sahen wir unsere Annahme bestätigt, als Dr. Riera Masó [Anmerkung: dem o. g. Architekten Rafael Masó] erklärte, dass Agaró laut alten Dokumenten, die er bei seiner Suche bei einem guten Amateurphilologen fand, in der ursprünglichen katalanischen Sprache „kleiner trockener Wildbach“ bedeutete, genau wie s’Agaró in Wirklichkeit.“
Der Etymologe Joan Coromines qualifizierte die oben beschriebene, von einigen Besitzerfamilien vertretene Etymologie von „s’Agaró“ in seinem Onomasticon Cataloniae als „bizarre Idee unkontrollierbarer Enthusiasten“. Er schreibt weiter: „Es gab in unserer Sprache [Anmerkung: der katalanischen Sprache] nie ein „Agaró“ oder etwas Ähnliches. Das gab es in keiner Sprache.“ Coromines wies darauf hin, dass sich bereits 1953 der Schriftsteller und Essayist Agustí Calvet (Pseudonym Gaziel, 1887–1964) wegen dieses etymologischen Unsinnes große Sorgen machte. Coromines selbst trat für den Namen „Segueró“ ein.
Vor beschriebenem Hintergrund muss man den Namen „s’Agaró“ wohl zunächst als Namen einen speziellen Architekturprojektes qualifizieren. Dieser Name wurde schließlich jedoch vom Institut d’Estudis Catalans als offizieller Name des Ortes, also als Toponym akzeptiert.

## Geschichte

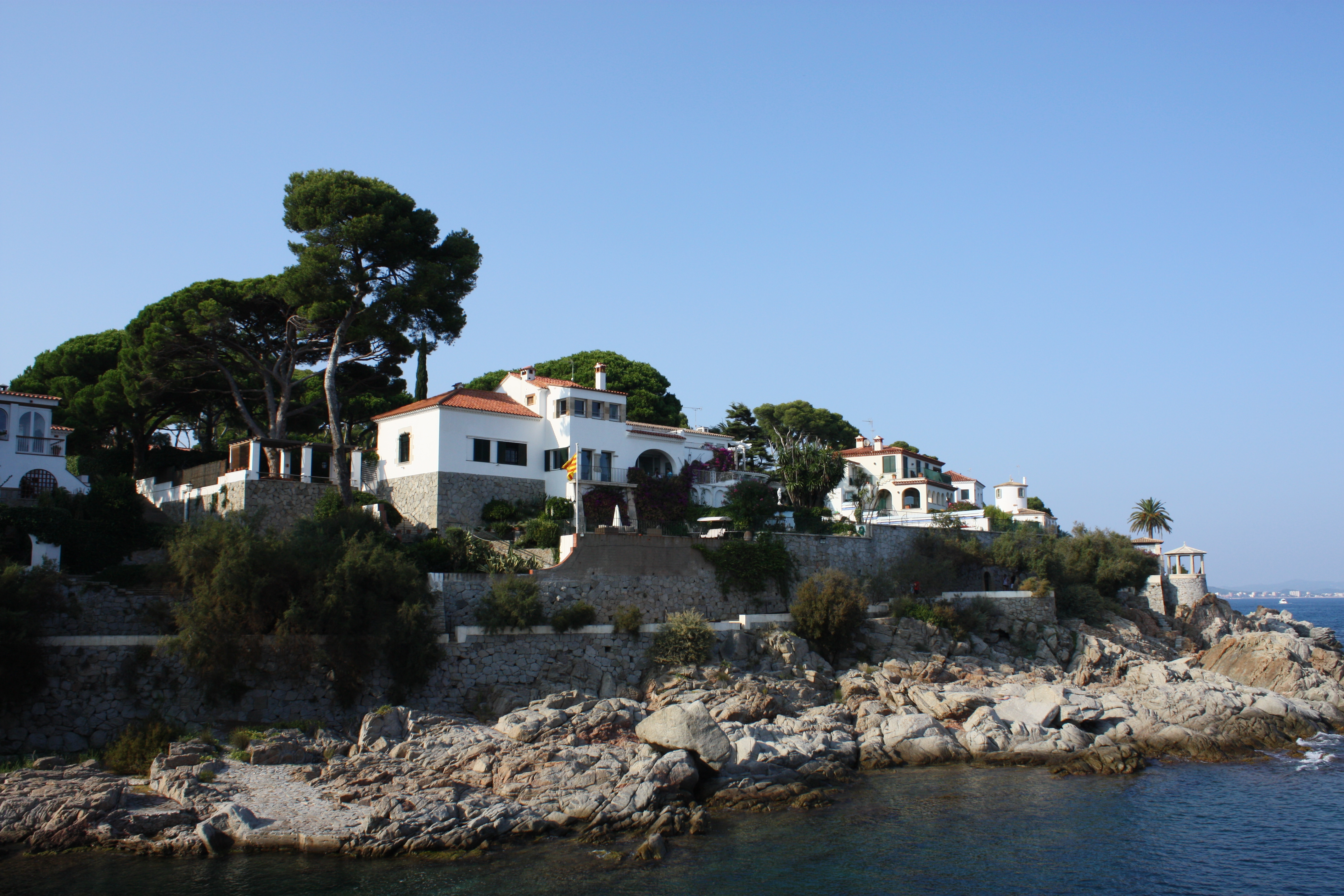
Ursprüngliche Villen in s’Agaró hinter dem Camí de Ronda (Rundweg)

Anfangs bestand s’Agaró aus kargen und felsigen Landstrichen mit einigen Kiefernwäldern und einigen bebauten Feldern (hauptsächlich Weinberge und Trockenland). Es gab nur ein paar Hütten, die direkt mit dieser Nutzung des Landes in Zusammenhang standen.
Die Geschichte der Bebauung begann im Jahr 1916, als der Industrielle Josep Ensesa i Pujadas (1865–1940) aus Girona ein Grundstück in Punta d'en Pau kaufte, um dort ein Sommerhaus zu erbauen. Für den Bau der Villa wurde der Architekt Rafael Masó ausgewählt, der bereits für ihn gearbeitet hatte. Das Grundstück wies einige orografische Probleme auf, wie Masó ihm mitteilte, weshalb Ensesa das angrenzende Grundstück ebenfalls erwarb. Der Geschäftsmann wurde Eigentümer einer Fläche, die seinen Bedarf überstieg, und so entstand die Idee, einen Teil des Landes neu zu parzellieren und weiterzuverkaufen, weniger aus Spekulationsgründen, sondern eher mit der Absicht, Nachbarn zu finden. Dies war der Kern der Idee, eine Sommersiedlung zu errichten, was zum Kauf neuer Grundstücke führte.

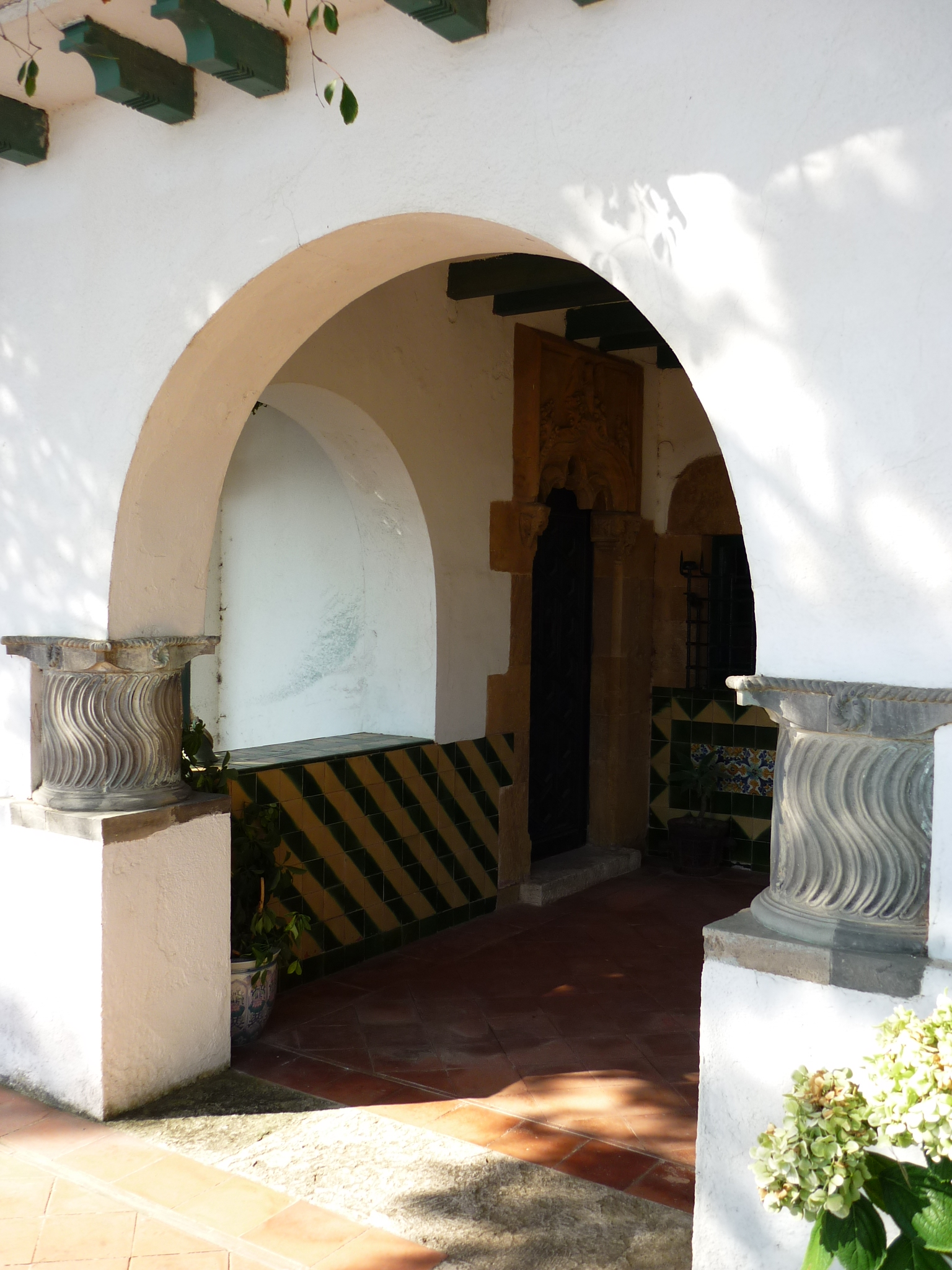
Eingangshalle der von Rafael Masó entworfenen Senya Blanca

Mit Ausbruch des Ersten Weltkrieges wurde der Plan zum Bau der Anlage zunächst aufgegeben. Dank der zunehmenden Beliebtheit des Strandes und der Seebadanlagen von Sant Pol (das zu s’Agaró gehört) sowie auf Anregung von Josep Ensesa i Gubert (1897–1981, Sohn des Industriellen Josep Ensesa i Pujadas) und Rafael Masó selbst, wurde das Projekt später wieder aufgegriffen. Im Jahr 1924 beschloss Ensesa i Gubert, da er die Sommer nicht an seinem gewohnten Ferienort L’Estartit verbringen konnte, das Land seines Vaters für den Bau eines Sommerhauses zu nutzen. Er gab hierzu dem Architekten Rafael Masó den Auftrag für Planung und Ausführung. Es entstand die erste Villa der Wohnanlage, die auch als Senya Blanca bekannt wurde. Ab diesem Moment wurde die Idee zum Bau der Anlage weiterverfolgt. Die mit diesem Projekt anfallenden Arbeiten wurden ebenfalls dem Architekten Rafael Masó anvertraut. Masó gestaltete das Land, indem er eine Reihe öffentlicher Bereiche (Plätze, Alleen, Treppen sowie Sport- und Sozialeinrichtungen) bereitstellte, die in die für die Villen vorgesehenen Grundstücke integriert wurden. Er optimierte auch die Seebadanlagen mit der Eröffnung des Restaurants dels Banys (1929) und verwandelte beide Villen in das Luxushostel La Gavina, das 1932 eröffnet wurde. Neben den bereits genannten Gebäuden der Senya Blanca und dem Hostal de la Gavina sind die Villen Domus Nostrum, Ensesa, Faixat, Gorina, Roquet, Graziella, Nurimar, Elimar, Lolimar, Roca Blanca und die Villa, die der Architekt für sich selbst entworfen hatte, hervorzuheben. Ab 1935, dem Todesjahr von Rafael Masó, übernahm der Architekt Francesc Folguera (1891–1960) die Leitung der Arbeiten. Er entwarf und realisierte den Bau der Kirche, stellte die Promenade fertig und baute das Restaurant La Gavina um. Zu den architektonischen Werken gehört auch die Venus von s’Agaró, ein Werk des katalanischen Bildhauers Joan Rebull (1899–1981).

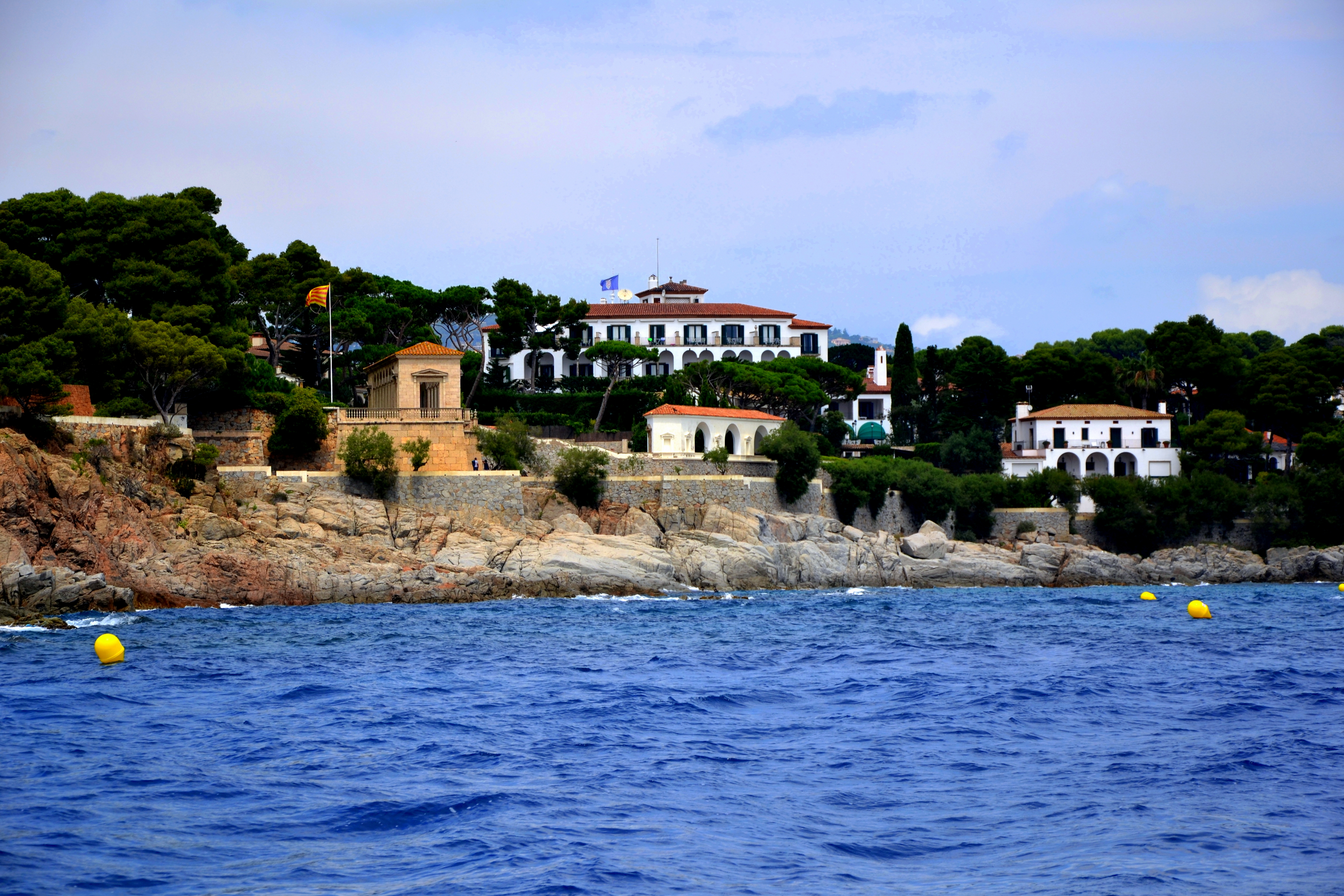
Das Luxushotel La Gavina vom Meer aus gesehen

Die ersten Gebäude entstanden rund um die Plaça del Roserar (Rosengartenplatz), dem Hauptkern der Anlage. Anschließend setzte sich der Bau der Anlage in Richtung Südosten fort und erstreckte sich bis an die Küste. Diese ersten errichteten Residenzen prägten lange Zeit den Stil des Komplexes, einen harmonischen Noucentista-Stil, der für das gehobene katalanische Bürgertum bestimmt war.
Infolge des Todes von Rafael Masó und des Spanischen Bürgerkriegs (1936–1939) wurden die Arbeiten eingestellt und erst in den 1940er Jahren unter der Leitung des Architekten Francesc Folguera wieder aufgenommen. Francesc Folguera folgte den allgemeinen Linien von Rafael Masó und verlieh dem Projekt eine persönliche Note. Er war der Architekt der im neobarocken Stil erbauten Kirche Nostra Senyora de l'Esperança (1941–1943). Er begann auch mit den Arbeiten am Camí de Ronda, dem Rundweg der am Meer vorbeiführt. Er renovierte die Gärten der Senya Blanca, wo er eine Loggia im Brunelleschi-Stil errichtete, die noch heute auf dem Anwesen Ensesa zu sehen ist. Er baute weitere Villen. Nach Folgueras Tod führte der Architekt Adolf Florensa (1889–1968) die Arbeiten fort, ohne von den Grundsätzen seiner Vorgänger abzuweichen.

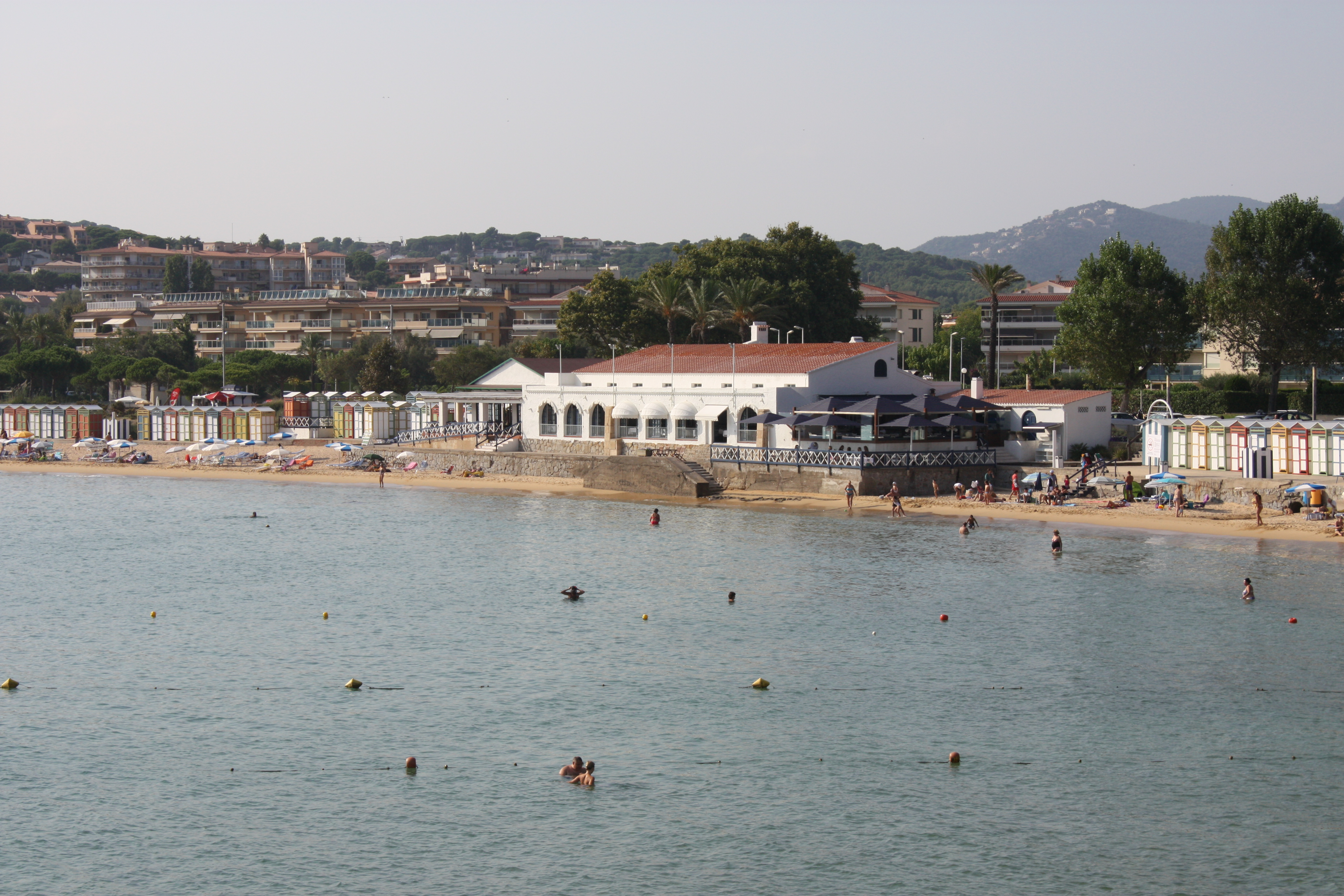
Die Seebadanlagen von s’Agaró (aktuell die Taverna del Mar)

Die Entstehung von s’Agaró muss im Kontext der Anfänge des Strandtourismus verstanden werden, der populär wurde, als die wohltuenden Eigenschaften von Wasser und Meeresbrise entdeckt wurden. Um diese zu nutzen, entstanden an der Küste Seebäder, die zunächst einen heilenden Zweck hatten, sich aber, ergänzt durch andere Freizeit- und Sportaktivitäten, zu Orten der Erholung, Unterhaltung und Sommerfrische entwickelten. Dies war auch die Geschichte von s’Agaró, das neben einigen Bäderanlagen am Strand von Sant Pol entstand, die unter Beteiligung der Familie Ensesa zu den Seebädern von s’Agaró ausgebaut und Teil der Gesamtanlage wurden.
Von Anfang an hatten die Bauherren des Komplexes eine klare Vorstellung davon, dass s’Agaró eine Anlage für den Tourismus und die Sommerferien der Oberschicht werden sollte. In diesem Sinne sorgten Ensesa und Rafael Masó für umfassende Werbung in Zeitungen und Zeitschriften und nahmen an Tourismuskongressen teil. Sie organisierten Freizeitaktivitäten aller Art wie Konzerte, Dichterlesungen, Theateraufführungen, Galadinners, Tanzveranstaltungen, Regatten, Tenniswettbewerbe und vieles mehr. Bereits ab 1935 veröffentlichten Ensesa und Gubert die Revista de s’Agaró (Zeitung von s’Agaró).
Adressaten all dieser Angebote konnten nur die oberen Gesellschaftsschichten sein, da sich nicht jeder den Luxus einer dieser Villen (nicht einmal eines Zweitwohnsitzes) oder einen Aufenthalt im Hostal de la Gavina leisten konnte. Auch die Art der angebotenen Aktivitäten konnte nur die High Society adressieren. s’Agaró wurde zum beliebtesten Sommerziel der katalanischen Oberschicht. Sein Ruhm und seine Bekanntheit überschritt schnell die nationalen Grenzen und erlangte internationale Anerkennung. Seit den frühen 1950er Jahren wurden berühmte Hollywood-Filme wie „Pandora and the Flying Dutchman“ mit Ava Gardner, „Suddenly Last Summer“ mit Elizabeth Taylor und „Mr. Arkadin“ von Orson Welles zumindest in Teilen in s'Agaró gedreht. Dies machte das Hostal de La Gavina zu einem Treffpunkt berühmter Filmstars, Musiker, Politiker und Nobelpreisträger. Der Ort erreichte in den 1950er und 1960er Jahren eine Bekanntheit, die nahezu an das Phänomen Hollywood heranreichte. In diesen Jahren wurden die Bauarbeiten fortgesetzt und ausgewählte Aktivitäten wie hochklassige Tennisturniere, Reitwettbewerbe, Bowlingwettbewerbe, Segelregatten, Tanzwettbewerbe, Bälle und Sommerkonzerte auf das Programm gesetzt. Kurz gesagt, von den ersten Jahren an wurden die Urbanisation und das Hostal de la Gavina zu einem Treffpunkt wichtiger Persönlichkeiten wie Schauspielern, Schauspielerinnen, Schriftstellern und Politikern.
Obwohl sich die Bauten und viele der Aktivitäten der ersten Phase an die Oberschicht wendeten und ein luxuriöses und exklusives Ambiente vermittelten, gab es auch andere Aktivitäten wie Poesievorträge, Theateraufführungen, Sardana-Tänze, Blumenprozessionen, Musikkonzerte usw., die einer breiteren Öffentlichkeit zugänglich waren. Diese Aktivitäten griffen die noucentistische Idee auf, Kultur zu den Menschen zu bringen. Sie fanden auf Plätzen und Straßen der Urbanisation sowie in einigen kleinen Buchten statt. Rafael Masó, der der noucentistischen Bewegung verbundene Architekt, versuchte generell, s’Agaró als lebendes Beispiel einer noucentistischen Stadt zu etablieren, nicht nur ästhetisch, sondern auch ideell und in der Lebenswirklichkeit. Ein weiteres Ergebnis dieser Denkweise war die Eröffnung der Escola de s’Agaró im Gebäude des Hotels de la Platja (ehemals Monumental Hotel). Als sie im Oktober 1935 eingeweiht wurde, war Rafael Masó bereits verstorben, obwohl er an der Umgestaltung des Hotels zur Schule beteiligt war. Die Schule war nur im Schuljahr 1935/36 in Betrieb, da der Bürgerkrieg ihre Tätigkeit jäh unterbrach. Nach dem Krieg wurde das Gebäude erneut zum Hotel de la Platja, bis es in den 1980er Jahren renoviert und in das heutige Hotel s’Agaró umgewandelt wurde. Der Bürgerkrieg und der Tod von Rafael Masó führten dazu, dass die noucentistische Idee der Populärkultur aus der Urbanisation verschwand, obwohl ihr Charakter als Sommerresort für die oberen Gesellschaftsschichten erhalten blieb.
Ab Mitte der 1960er Jahre begann sich der für diese Jahre charakteristische Immobiliendruck zunehmend an den Küsten zu manifestieren. Dies führte dazu, dass rund um den ursprünglichen Komplex, wie an der gesamten Küste der Halbinsel, neue Urbanisationen, neue Villen und neue Wohnanlagen, jetzt nicht mehr im noucentistischen Stil, gebaut wurden, bis sie die Siedlungsfläche bildeten, die s’Agaró heute darstellt. Andererseits nahm das noucentistische Aktivitätsprogramm ab, insbesondere nach dem Tod von Josep Ensesa i Gubert im Jahr 1981. Derzeit ist die ursprüngliche Urbanisation weiterhin privat und behält ihren Luxusstatus. Sowohl die ersten als auch die neueren Residenzen dienen weiterhin hauptsächlich dem Sommerurlaub.

## Der historische Baukomplex
Der historische Komplex wird durch eine imaginäre Rundlinie begrenzt, die am Haupteingang der Siedlung beginnt und dem Verlauf des Küstenwegs bis zum Strand von La Conca folgt. Dort biegt man über die Conca-Treppe ab und erreicht die Carrer Ametllers. Dieser folgt man bis zur Avinguda Església und biegt auf diese ein und folgt dem Verlauf dieser Straße. Man gelangt zur Carrer Pineda und über diese zurück zum Ausgangspunkt.

### Das ursprüngliche s’Agaró als noucentistische Stadt

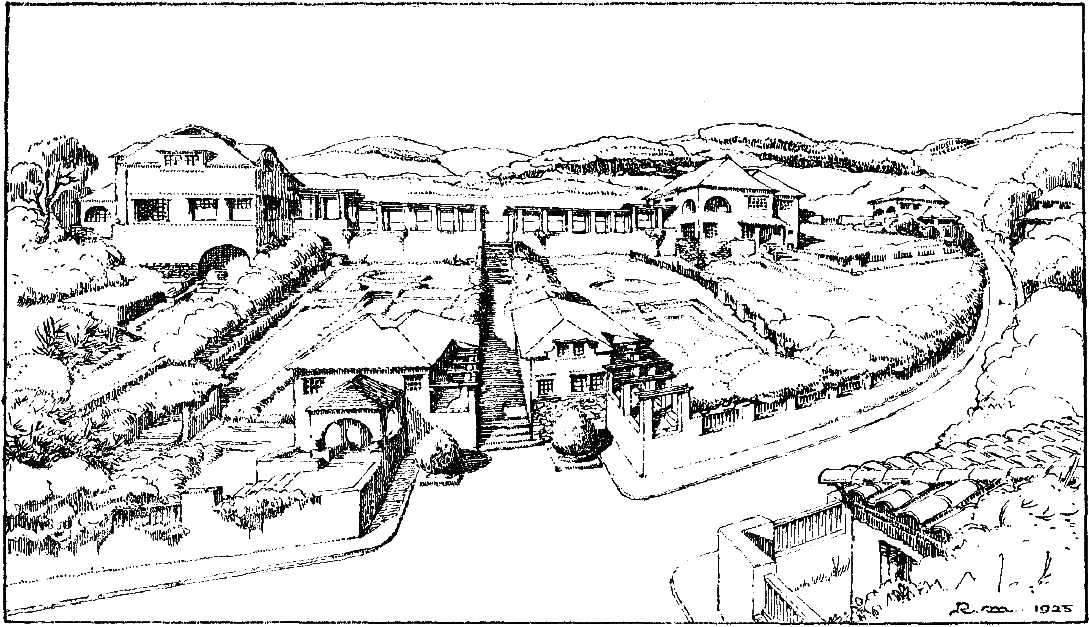
s’Agaró: Perspektive von der Treppe des Rosengartenplatzes. Signiert und datiert von Rafael Masó im Jahr 1925

Rafael Masó konzipierte die Urbanisation als noucentistische Stadt. Der Architekt entschied sich für eine Gartenstadt, einen Stadttyp, der von dieser Bewegung hoch geschätzt wurde. Aus diesem Grund verfügten alle Gebäude über große Gartenflächen. Die Vegetation spielte innerhalb des Komplexes eine wichtige Rolle. Sie diente unter anderem dazu, die Urbanisation in die Landschaft zu integrieren. Er respektierte einen Teil der vorhandenen Vegetation und verwendete bei der Gestaltung der Gärten einheimische Pflanzen. Darüber hinaus respektierte Masó bei der Anpassung der Architektur an die Landschaft auch die Beschaffenheit des Geländes. Er ebnete es nicht ein, sondern wusste seine Physiognomie zu nutzen, um dem Komplex mehr Schönheit zu verleihen. Die Gebäude folgten dem Profil des Geländes und stiegen und fielen im gleichen Maße wie die Felslandschaft.
Der Noucentismus vertrat einen eigenen, nationalen Stil, katalanisch und modern, der aber gleichzeitig auf der katalanischen Volkstradition basierte, die Masó in s’Agaró einfangen konnte. In den meisten Chalets lässt sich der Einfluss der Bauernhäuser erkennen, beispielsweise in der Verwendung von Elementen, die von alten Bauernhäusern stammen (insbesondere Erker und Türen) oder in der Verwendung einiger für ländliche Häuser typischen Elemente und Merkmale, wie der Verteilung der Hauskörper, der Verwendung von Terrakotta und Keramik, dem Vorhandensein von Satteldächern, der Verstärkung der Ecken mit Steinquadern usw. Es handelte sich jedoch nicht um eine Nachahmung oder Kopie eines Bauernhauses, sondern um eine Neuinterpretation im Sinne der modernen Kunst. Wenn man sich eines der Häuser in s’Agaró ansieht, sieht man kein Bauernhaus, sondern ein städtisches und modernes Haus, kurz gesagt, eine Villa, wie man sie heute versteht, ausgestattet für die damalige Zeit mit den neuesten Innovationen in Sachen Hygiene und Komfort.

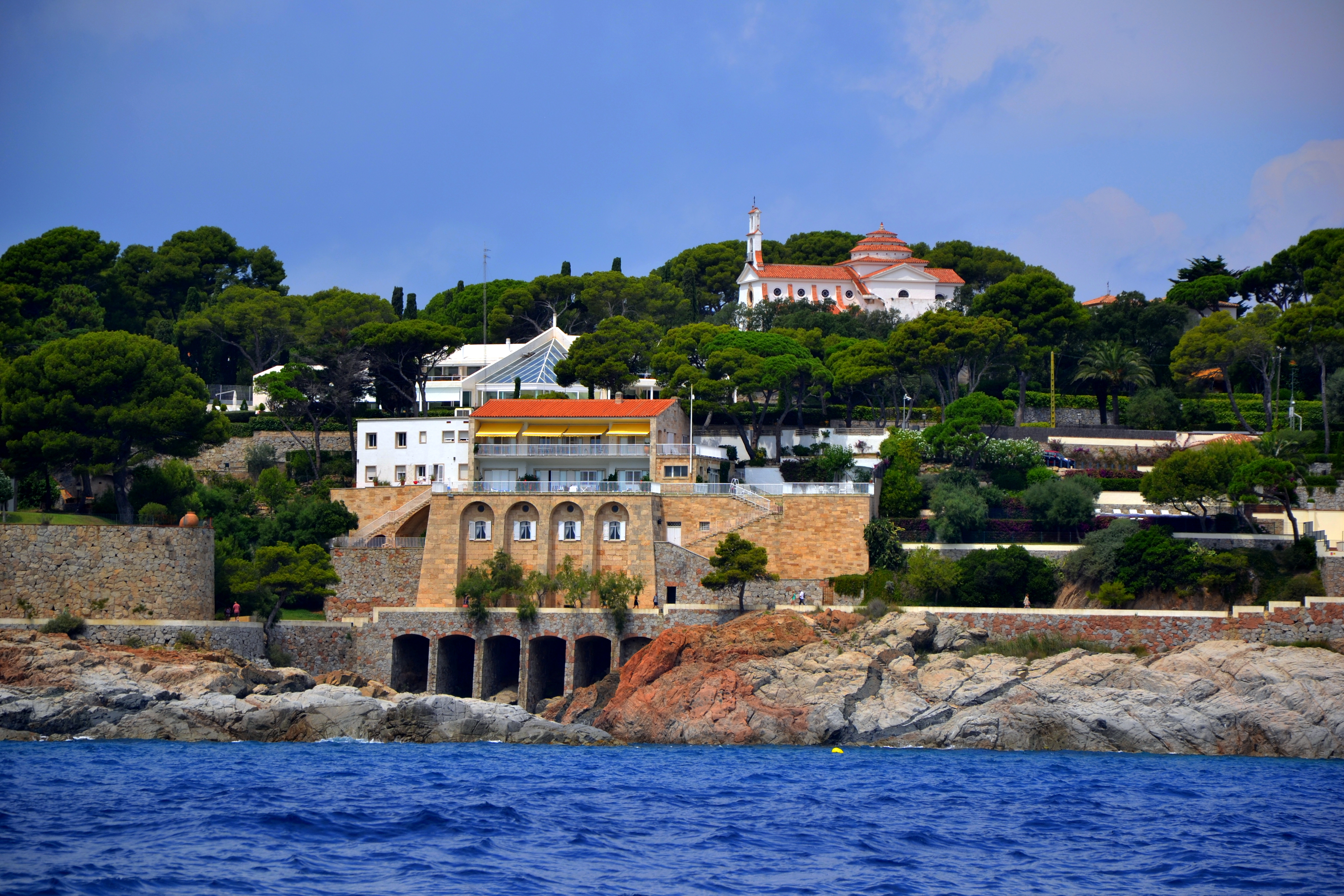
Die Kirche Nostra Senyora de l'Esperança in s’Agaró vom Meer aus gesehen

Ein weiteres Merkmal der Bewegung war das Konzept des universalen Künstlers, das die Künstler dazu brachte, alle Details eines Werkes selbst zu übernehmen. Dieser Idee folgend, kümmerte sich Rafael Masó nicht nur um die Architektur, sondern griff in alles ein: Er entwarf die Gebäude, die Gärten, die Möbel, die Innen- und Außendekoration, die Stadtplanung, die öffentlichen Plätze, ja sogar Broschüren und Werbeplakate sowie Einladungsschreiben zu Veranstaltungen; er organisierte darüber hinaus alle kulturellen Aktivitäten. Er bewies in seinem Tun große Kreativität. Rafael Masó konnte rund dreißig Villen und andere Gebäude (mit Außen- und Innenausstattung, Möbeln, Gärten, Dekoration usw.) bauen und sie alle unterschiedlich gestalten. Dies gewinnt an Bedeutung, wenn man bedenkt, dass der Architekt bis dahin kaum neue Wohnhäuser errichtet hatte. Trotz dieser Vielfalt verstand er es, der Urbanisation durch die Wiederholung von Elementen Kohärenz zu verleihen, sodass die verschiedenen Teile perfekt in ein Ganzes integriert waren.
Nicht zu vergessen sind auch die kulturellen Aktivitäten für alle Zielgruppen und die Eröffnung der Schule, die mit dem für den Noucentismus typischen Ideal verbunden waren, die Kultur dem Volk nahezubringen.

### Die ersten Bauten
Die folgenden Bauwerke bildeten den ursprünglichen Kern der Einrichtung (die meisten davon sind als Kulturgüter deklariert):
- Senya Blanca (xalet Josep Ensesa Gubert) (1924) – Rafael Masó
- Xalet Badia (antic xalet Puiggrós) (1924–1927) (bildet aktuell einen Teil des Hostal de la Gavina) – Rafael Masó
- Domus Nostrum (xalet Niubó, xalets Anna Ensesa i Albert Sibils) (1924–1929) – Rafael Masó
- Xalet Gómez (1924–1927) – Rafael Masó
- Plaça Roserar (1924–1928) – Rafael Masó
- Hostal de la Gavina (1924–1929) – Rafael Masó
- Xalet Cruz (xalet Nurimar) (1924–1929) – Rafael Masó
- Xalet la Gacela (xalet Sibils Ensesa) (1924–1930) – Rafael Masó
- Xalet Santiago Masó (xalet Graziella) (1924–1930) – Rafael Masó
- Xalet Faixat (xalet Mercè Ensesa) (1928–1931) – Rafael Masó
- Pistes de tennis (1928–1932) – Rafael Masó
- Restaurant dels Banys (Taverna del Mar) (1929) – Rafael Masó
- Escola de s’Agaró (1930) (actual Hotel s’Agaró) – Rafael Masó
- Xalet Roquet (xalet Carme Ensesa Montsalvatje, xalet Cala Padrosa) (1929–1930) – Rafael Masó
- Xalet Rafael Masó (1930–1935) – Rafael Masó
- Xalet Gual Villalbí (xalet Elimar, xalet Soler) (1930–1935) – Rafael Masó
- Xalet Comadira (1930–1935) – Rafael Masó
- Xalet Gorina (les Arcades) (1930–1935) – Rafael Masó
- Xalet Bufalà (Mas de Roda) (1932–1934) – Rafael Masó
- Xalet Puiggròs (xalet Roca Blanca) (1930–1935) – Rafael Masó
- Xalet Bonet (xalet Lolimar) (1933–1935) – Rafael Masó
- Xalet Greiner (1933–1934) (no localitzat) – Rafael Masó
- Xalet Guàrdia (1929) – Pelai Martínez
- Xalet Clavell (1929) – Pelai Martínez
- Xalet del pintor Colom (1929–1931) – Pelai Martínez
- Xalet Miramar (1931) – C. Alzamora
- Església de l'Esperança (1941–1943) – Francesc Folguera
- Xalet Esteve (no localitzat)
- Xalet Miquel Masós (no localitzat)
- Xalet Rafael Portas (no localitzat)
- Xalet Santiago Vinardell (no localitzat)